# Walk of Fame
Una Walk of Fame, locuzione inglese che significa "cammino della celebrità", è un percorso realizzato su una strada o su un marciapiedi su cui sono state incastonate delle targhe dedicate a personaggi famosi per celebrarne la carriera. Questo tipo di riconoscimento è stato adottato anche in molti Paesi non anglofoni. Può essere paragonata alla Hall of fame (salone della fama), che è a volte un museo e altre volte una semplice lista di nomi dedicata alle celebrità.

## Descrizione
Al pari delle Hall of Fame, le Walk of Fame sono di solito dedicate a soggetti che si sono particolarmente distinti in uno specifico campo di attività, per esempio nello sport in generale, nelle singole discipline sportive, nello spettacolo, in particolari settori delle spettacolo ecc. Viene anche indicata con altri nomi tra cui Walk of Stars, Avenue of Stars o con le traduzioni in lingua locale. Di seguito alcune tra le più famose Walk of Fame del mondo:
- Hollywood Walk of Fame, la più vecchia e più famosa delle Walk of Fame. Realizzata con targhe a forma di stella dedicate soprattutto a personaggi di tutto il mondo distintisi nel campo dello spettacolo, fu inaugurata nel 1960 sul marciapiede del Hollywood Boulevard di Los Angeles
- Walk of Fame Europe, inaugurata nel 1990 a Rotterdam, Paesi Bassi, è dedicata soprattutto a personaggi famosi internazionali del mondo dello spettacolo
- Canada's Walk of Fame, realizzata con targhe a stella a Toronto, in Canada. Inaugurata nel 1998, rende omaggio a canadesi distintisi in diversi campi
- Munich Olympic Walk Of Stars, inaugurata nel 2003 all'Olympiapark di Monaco di Baviera con mattonelle in cemento dove famosi personaggi internazionali della cultura hanno lasciato l'impronta delle mani
- Avenue of Stars di Hong Kong, inaugurata nel 2004 lungo il porto di Hong Kong, comprende mattonelle con impronte e stelle di personaggi del mondo dello spettacolo di Hong Kong
- Avenue of Stars, inaugurata nel 2005 al Covent Garden a Londra, comprendeva stelle dedicate a personaggi o gruppi britannici, irlandesi e del Commonwealth delle nazioni distintisi nel mondo dello spettacolo. Le stelle furono rimosse l'anno dopo
- Walk of Game, percorso con targhe in onore delle più grandi icone dei videogiochi realizzato all'interno di uno dei maggiori centri commerciali di San Francisco. Inaugurato nel 2005, fu dismesso l'anno successivo
- Italian Walk of Fame, realizzata con targhe a stella sul marciapiede di College Street a Toronto, in Canada. Inaugurata il 7 settembre 2009, rende omaggio a italiani o altri personaggi di origine italiana distintisi in diversi campi
- Cammino delle stelle, inaugurato nel 2010 all'esterno del secondo anello dello Juventus Stadium con stelle sul pavimento dedicate a calciatori della Juventus
- Paseo de la Fama de Madrid, inaugurato il 27 giugno 2011 nella capitale spagnola, sul suo marciapiede vengono poste le stelle dedicate ai maggiori artisti cinematografici spagnoli
- Walk of Fame dello sport italiano, inaugurata il 7 maggio 2015 al Foro Italico a Roma. Le sue targhe sono dedicate a ex atleti dello sport italiano emersi a livello internazionale
- Entrepreneur Walk of Fame, inaugurata il 16 settembre 2011 al MIT Entrepreneurship Center, vicino all'uscita della fermata Kendall Square MBTA Red Line a Cambridge. Le sue targhe sono dedicate agli imprenditori per il loro impatto sulla creazione di posti di lavoro e sul progresso tecnologico
- Walk of Fame di Montecatini Terme, iniziata dal 2011, consiste in un'installazione di borchie circolari con i nomi di personalità che hanno soggiornato nell'omonima città, beneficiando delle  acque termali.